# A Flock of Seagulls
A Flock of Seagulls est un groupe anglais (Liverpool) de musique new wave ayant connu le succès au début des années 1980 notamment avec les titres I Ran (So Far Away) (1982), Wishing (If I Had a Photograph of You) (1983) et The More You Live, the More You Love (1984) plutôt bien classés, un peu partout sur la planète (Angleterre, Allemagne, Australie, Canada, États-Unis, Pays-Bas, Nouvelle-Zélande).   
Le nom du groupe provient d'une partie du texte de la chanson Toiler on the Sea des Stranglers.
En 1981, signature sur Jive Records, puis sur Zomba Records l'année suivante et retour chez Jive. C'est à ce moment qu'il enregistre le clip de Space Age Love Song, avec Jennifer Connelly.
En 1983, ils remportent le grammy awards de la meilleure prestation Rock. 
En 1984, la formation s'installe à Philadelphie aux États-Unis, sans Paul Reynolds.
Séparation de la formation en 1986 à la suite de l'échec commercial de leur 4e album. 
Reformation du groupe en 1988 avec de nouveaux musiciens.
En 2004, seul Mike Score reste présent dans le groupe.
La coupe de cheveux de Mike Score fut mentionnée, copiée, parodiée plusieurs fois dans les médias[réf. nécessaire], notamment dans les sitcoms américaines comme Friends et That '70s Show. On y fait aussi allusion dans les films comme Pulp Fiction, Demain on se marie, Austin Powers 2 : L'Espion qui m'a tirée ou La La Land.

## Membres du groupe
Formation d'origine (1981 - 1986 / depuis 2018) :
- Mike Score (né le 05/11/1957 à Liverpool) - chant, claviers, guitares
- Paul Reynolds (né le 04/08/1962 à Liverpool) - guitare, chœurs
- Frank Maudsley (né le 10/11/1959 à Liverpool) - basse, chœurs
- Ali Score (né le 08/08/1956 à Liverpool) - batterie

Seconde formation (1995 - 2017) :
- Mike Score - chant, claviers
- Joe Rodriguez - guitare
- Pando - basse
- Michael Brahm - batterie

## Albums studio
| Année | Titre                             | Charts UK | Temps passé dans les charts | Dates d'entrée & sortie charts |
| ----- | --------------------------------- | --------- | --------------------------- | ------------------------------ |
| 1982  | A Flock of Seagulls               | 32        | 43 semaines                 | 17/04/1982 - 23/04/1983        |
| 1983  | Listen                            | 16        | 10 semaines                 | 07/05/1983 - 23/07/1983        |
| 1984  | The Story of a Young Heart        | 30        | 5 semaines                  | 01/09/1984 - 29/09/1984        |
| 1986  | Dream Come True                   | …         | …                           | …                              |
| 1995  | The Light at the End of the World | …         | …                           | …                              |
| 2024  | Some Dreams                       | …         | …                           | …                              |

## Singles
| Année | Titre                                | Charts UK | Temps passé dans les charts | Dates d'entrée & sortie charts | Album                             |
| ----- | ------------------------------------ | --------- | --------------------------- | ------------------------------ | --------------------------------- |
| 1981  | Telecommunication                    | …         | …                           | …                              | A Flock of Seagulls               |
| 1982  | I Ran                                | 43        | 6 semaines                  | 27/03/1982 - 01/05/1982        | A Flock of Seagulls               |
| 1982  | Space Age Love Song                  | 34        | 6 semaines                  | 12/06/1982 - 17/07/1982        | A Flock of Seagulls               |
| 1982  | Wishing                              | 10        | 13 semaines                 | 06/11/1982 - 29/01/1983        | Listen                            |
| 1983  | Nightmares                           | 53        | 4 semaines                  | 16/04/1983 - 07/05/1983        | Listen                            |
| 1983  | Transfer Affection                   | 38        | 5 semaines                  | 25/06/1983 - 23/07/1983        | Listen                            |
| 1983  | Talking                              | 78        | 4 semaines                  | 03/09/1983 - 24/09/1983        | Listen                            |
| 1984  | The More You Live, the More You Love | 26        | 11 semaines                 | 14/07/1984 - 22/09/1984        | The Story of a Young Heart        |
| 1984  | Never Again                          | …         | …                           | …                              | The Story of a Young Heart        |
| 1984  | Remember David                       | …         | …                           | …                              | The Story of a Young Heart        |
| 1985  | Who's That Girl                      | 66        | 3 semaines                  | 19/10/1985 - 02/11/1985        | Dream Come True                   |
| 1986  | Heartbeat Like a Drum                | …         | …                           | …                              | Dream Come True                   |
| 1995  | Magic                                | …         | …                           | …                              | The Light at the End of the World |
| 1995  | Burnin' Up                           | …         | …                           | …                              | The Light at the End of the World |
| 1996  | Rainfall                             | …         | …                           | …                              | The Light at the End of the World |